# 타이난시
타이난시(중국어 정체자: 臺南市/台南市, 병음: Táinán Shì, 한자음: 대남시, 대만어: Tâi-lâm-chhī)는 대만 남부에 있는 대만의 도시이다. 성할시로 지정되어 있었으나, 2010년 12월 25일, 타이난현과 합병하여 직할시가 되었다.
인구는 약 187만 명이다. 대만에서 가장 일찍부터 개발된 지구의 하나이며, 네덜란드인은 여기에 근거지인 질란디아를 두었다. 청나라에 병합되기 직전 정씨왕국의 수도이며 정치·경제·문화의 중심지였다. 이후 일본 통치 시대에는 타이베이에 뒤잇는 타이완의 제2의 성시가 되었고 이 때문에 많은 고적이 남아있다.
대한민국에서 가려면 가오슝을 통해 들어와야 한다.

## 지리

### 지형
타이난시의 행정구는 북쪽은 넓고 남쪽으로 갈수록 좁아지는 삼각형의 형상으로 타이난현(일부 가오슝현)에 둘러싸여 있다. 자난 평원에 위치하기 때문에 지형은 평탄해 시 전역이 해발 10~30m 사이이고 최고 해발도 약 40m로 구릉지를 거의 볼 수 없는 특징을 가지고 있다. 역내는 타이난 대지(臺南臺地), 다완 저지(大灣低地), 안핑 평원(安平平原), 잉추 사구(桜丘砂丘)로 분류할 수 있다.
타이난 대지는 타이난시 동부에 위치한 고립된 타원형의 대지이다. 북쪽은 청원 시내(曽文渓), 남쪽은 싼예궁 시내(三爺宮渓)와 접하고 있으며 동쪽은 절벽으로 다완 저지와 접하고 있으며 서쪽은 완만한 경사로 안핑 평원과 연결되어 있다. 남북 약 12km, 동서 약 4km이고 능선의 해발은 25~30m정도이며 타이난 대지의 최고 지점인 해발 40m의 '왕랴오(網寮)'도 이 대지에 있다.
다완 저지는 타이난 대지의 동쪽에 위치하고 대부분은 융캉구에 위치하고 있다. 서쪽은 절벽으로 타이난 대지와 접하고 있고 길이 12.5km, 폭 3km로 대부분은 해발 10m 이하의 지세를 이루고 있다. 예부터 취락이 형성되어 있던 이 지역은 개발에 의해 타이난 대지와의 경계가 애매해졌다.

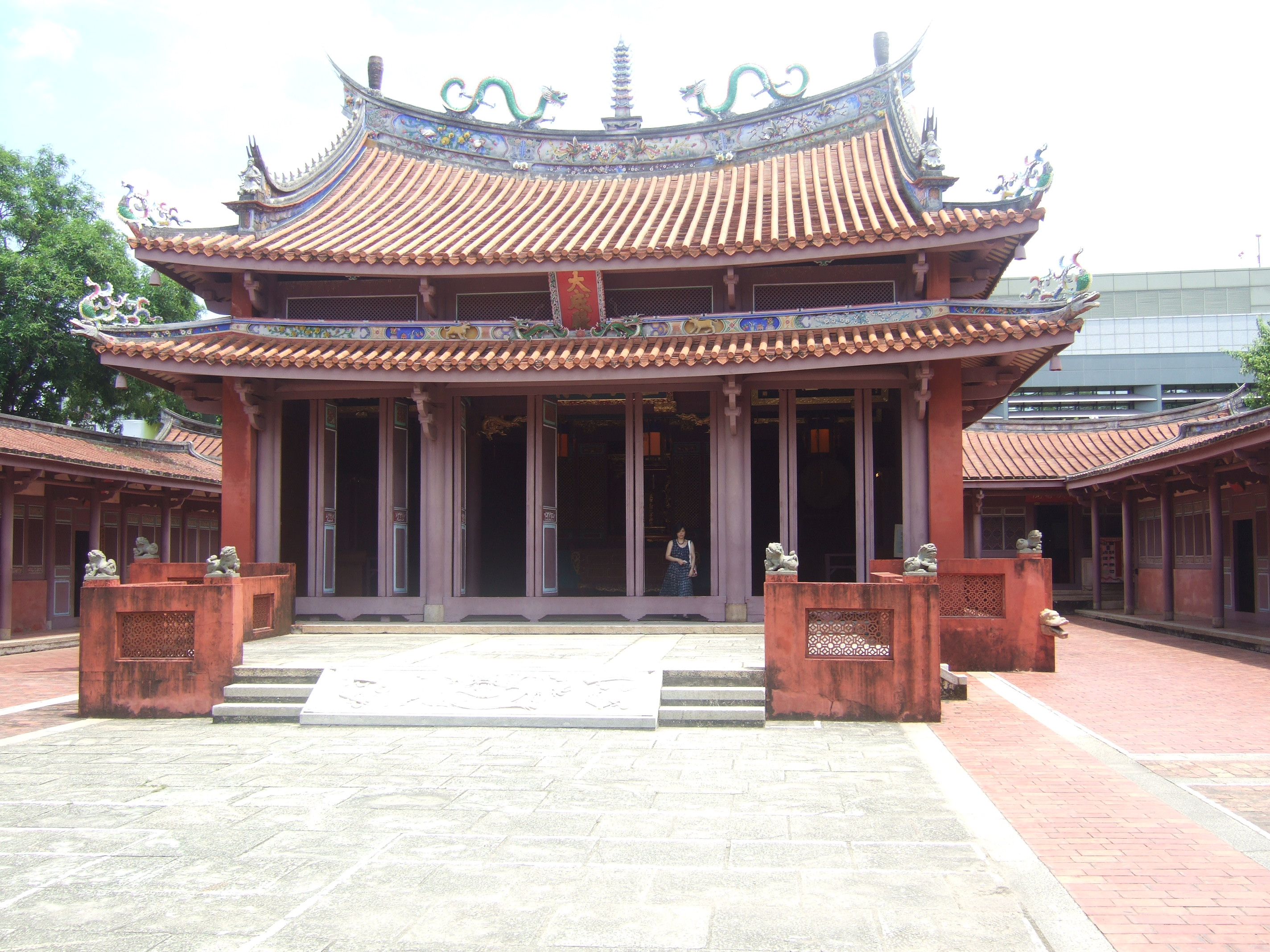
타이난의 공자묘

안핑 평원은 타이난시 서부의 연해부에 위치한 지각변동에 의해 융기한 해안 평원이다. 평원의 고도는 해발 2~3m이며 청원 시내 삼각주의 일부를 형성하고 있다. 이 지역은 네덜란드 통치 시대에는 타이장 내해의 석호였고 바깥쪽은 사주를 형성하고 있었다. 시대와 함께 간척 개발이 진행되어 현재는 타이난시의 새로운 중심부를 이루고 있다.
잉추 사구는 타이난시 남부에 위치하고 타이난 공자묘 일대에서 남쪽을 향해 뻗어있으며 얼런 시내(二仁渓)부근까지의 약 7km, 최대폭 3km에 걸쳐 존재하고 있는 사구이다.

### 기후
타이난시는 온대 하우 기후와 사바나 기후의 경계선상에 있다. 기온은 겨울에 다소 낮아지지만 습도는 연중 높으며 우기(4월~9월)와 건기(10월~3월)이 있다.
| 타이난시의 기후                                                             | 타이난시의 기후 | 타이난시의 기후 | 타이난시의 기후 | 타이난시의 기후 | 타이난시의 기후 | 타이난시의 기후 | 타이난시의 기후 | 타이난시의 기후 | 타이난시의 기후 | 타이난시의 기후 | 타이난시의 기후 | 타이난시의 기후 | 타이난시의 기후 |
| 월                                                                          | 1월             | 2월             | 3월             | 4월             | 5월             | 6월             | 7월             | 8월             | 9월             | 10월            | 11월            | 12월            | 연간            |
| --------------------------------------------------------------------------- | --------------- | --------------- | --------------- | --------------- | --------------- | --------------- | --------------- | --------------- | --------------- | --------------- | --------------- | --------------- | --------------- |
| 역대 최고 기온 °C (°F)                                                      | 32.4 (90.3)     | 32.8 (91.0)     | 36.1 (97.0)     | 35.4 (95.7)     | 37.2 (99.0)     | 37.8 (100.0)    | 37.2 (99.0)     | 37.2 (99.0)     | 36.6 (97.9)     | 36.0 (96.8)     | 35.2 (95.4)     | 32.9 (91.2)     | 37.8 (100.0)    |
| 일평균 최고 기온 °C (°F)                                                    | 22.9 (73.2)     | 24.0 (75.2)     | 26.5 (79.7)     | 29.3 (84.7)     | 31.4 (88.5)     | 32.4 (90.3)     | 33.1 (91.6)     | 32.6 (90.7)     | 32.5 (90.5)     | 30.8 (87.4)     | 28.1 (82.6)     | 24.4 (75.9)     | 29.0 (84.2)     |
| 일일 평균 기온 °C (°F)                                                      | 17.8 (64.0)     | 18.9 (66.0)     | 21.6 (70.9)     | 24.9 (76.8)     | 27.5 (81.5)     | 28.9 (84.0)     | 29.4 (84.9)     | 28.9 (84.0)     | 28.6 (83.5)     | 26.3 (79.3)     | 23.4 (74.1)     | 19.6 (67.3)     | 24.7 (76.4)     |
| 일평균 최저 기온 °C (°F)                                                    | 14.5 (58.1)     | 15.5 (59.9)     | 18.0 (64.4)     | 21.7 (71.1)     | 24.7 (76.5)     | 26.3 (79.3)     | 26.7 (80.1)     | 26.3 (79.3)     | 26.0 (78.8)     | 23.3 (73.9)     | 20.3 (68.5)     | 16.3 (61.3)     | 21.6 (70.9)     |
| 역대 최저 기온 °C (°F)                                                      | 2.6 (36.7)      | 2.4 (36.3)      | 5.1 (41.2)      | 8.9 (48.0)      | 14.7 (58.5)     | 18.9 (66.0)     | 21.1 (70.0)     | 19.3 (66.7)     | 15.4 (59.7)     | 12.6 (54.7)     | 2.9 (37.2)      | 4.3 (39.7)      | 2.4 (36.3)      |
| 평균 강수량 mm (인치)                                                       | 20.9 (0.82)     | 23.7 (0.93)     | 31.1 (1.22)     | 69.1 (2.72)     | 160.1 (6.30)    | 369.5 (14.55)   | 353.5 (13.92)   | 478.9 (18.85)   | 167.6 (6.60)    | 24.6 (0.97)     | 26.9 (1.06)     | 15.6 (0.61)     | 1,741.5 (68.55) |
| 평균 강수일수 (≥ 0.1 mm)                                                    | 3.9             | 4.2             | 4.3             | 5.7             | 9.0             | 12.2            | 12.5            | 15.8            | 8.0             | 2.4             | 2.6             | 2.7             | 83.3            |
| 평균 상대 습도 (%)                                                          | 75              | 75.5            | 73.8            | 74.6            | 75.3            | 77.2            | 76.1            | 78.3            | 75.2            | 72.8            | 74.5            | 73.7            | 75.2            |
| 평균 월간 일조시간                                                          | 177.5           | 163.4           | 180.7           | 178.2           | 195.8           | 196.3           | 208.8           | 175.4           | 184.8           | 201.1           | 170.6           | 170.3           | 2,202.9         |
| 출처: 중화민국 교통부 중앙기상국 (평년값: 1991년~2020년, 극값: 1897년~현재) |                 |                 |                 |                 |                 |                 |                 |                 |                 |                 |                 |                 |                 |

## 정치
타이난은 대체로 민주진보당의 강력한 정치적 기반이었다. 그러나 실제로는 중국 국민당은 항상 시의회에서 더 많은 의석을 확보하고 있다. 그리고 가장 최근의 대통령 선거(2008년)에서 도시의 주민들은 국민당의 마잉주 후보를 근소하게 더 많이 지지하였다.

### 행정 구역
타이난시는 37개의 구로 이루어져 있다.
| 이름     | 한자   | 인구(2015) | 면적(km2) |
| -------- | ------ | ---------- | --------- |
| 안핑구   | 安平區 | 65,348     | 11.0663   |
| 신잉구   | 新營區 | 78,195     | 38.5386   |
| 안난구   | 安南區 | 189,103    | 107.2016  |
| 둥구     | 東區   | 189,031    | 14.4281   |
| 중시구   | 中西區 | 77,556     | 6.2600    |
| 난구     | 南區   | 125,838    | 27.2681   |
| 베이구   | 北區   | 132,590    | 10.4340   |
| 융캉구   | 永康區 | 230,202    | 40.275    |
| 바이허구 | 白河區 | 29,399     | 126.4046  |
| 자리구   | 佳里區 | 59,657     | 38.9422   |
| 마더우구 | 麻豆區 | 44,960     | 53.9744   |
| 산화구   | 善化區 | 46,736     | 55.309    |
| 신화구   | 新化區 | 43,761     | 62.0579   |
| 쉐자구   | 學甲區 | 26,729     | 53.9919   |
| 옌수이구 | 鹽水區 | 26,202     | 52.2455   |
| 안딩구   | 安定區 | 30,304     | 31.2700   |
| 베이먼구 | 北門區 | 11,565     | 44.1003   |
| 다네이구 | 大內區 | 10,115     | 70.3125   |
| 둥산구   | 東山區 | 21,679     | 124.91    |
| 관먀오구 | 關廟區 | 34,784     | 53.6413   |
| 관톈구   | 官田區 | 21,694     | 70.7953   |
| 구이런구 | 歸仁區 | 67,783     | 55.7913   |
| 허우비구 | 後壁區 | 24,420     | 71.2189   |
| 장쥔구   | 將軍區 | 20,378     | 41.9796   |
| 류자구   | 六甲區 | 22,644     | 64.5471   |
| 류잉구   | 柳營區 | 21,630     | 61.2929   |
| 룽치구   | 龍崎區 | 4,228      | 64.0814   |
| 난화구   | 南化區 | 8,940      | 171.5198  |
| 난시구   | 楠西區 | 10,063     | 109.6316  |
| 치구구   | 七股區 | 23,437     | 110.1492  |
| 런더구   | 仁德區 | 73,557     | 50.7664   |
| 산상구   | 山上區 | 7,484      | 27.8780   |
| 샤잉구   | 下營區 | 24,918     | 33.5291   |
| 시강구   | 西港區 | 24,910     | 33.7666   |
| 신스구   | 新市區 | 35,764     | 47.8096   |
| 위징구   | 玉井區 | 14,386     | 76.366    |
| 쭤전구   | 左鎮區 | 5,089      | 74.9025   |

## 인구
| 연도 | 인구      | ±%    |
| --- | --------- | ----- |
| 1985 | 1,640,669 | —     |
| 1990 | 1,710,234 | +4.2% |
| 1995 | 1,788,612 | +4.6% |
| 2000 | 1,842,337 | +3.0% |
| 2005 | 1,866,727 | +1.3% |
| 2010 | 1,873,794 | +0.4% |
| 2015 | 1,885,541 | +0.6% |
| Source:“Populations by city and country in Taiwan”. Ministry of the Interior Population Census. 2017년 12월 16일에 원본 문서에서 보존된 문서. 2021년 1월 31일에 확인함. |           |       |

## 교육

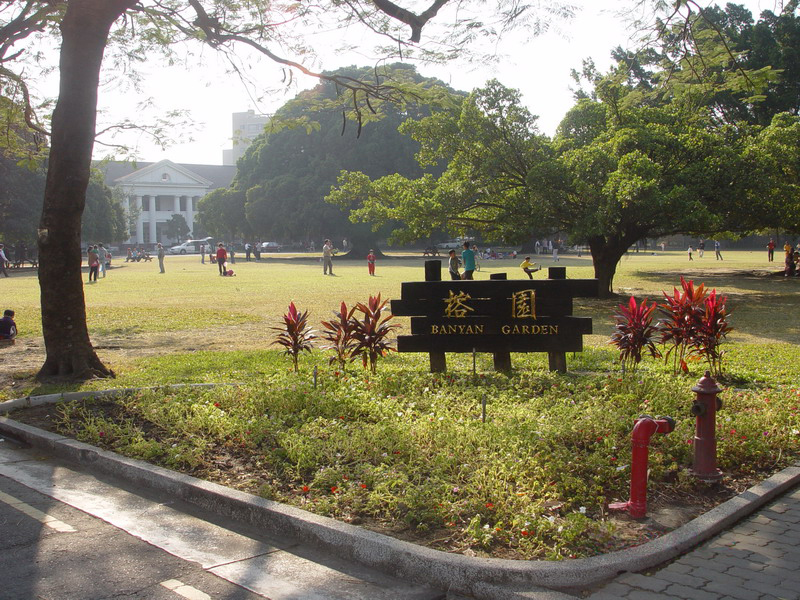
국립 성공 대학

- 국립 성공 대학
- 국립 타이난 대학
- 리더 대학
- 싼잉 대학
- 추어타이 대학
- 리훙 대학
- 페이창 대학
- 타이난 쯔궈 대학
- 뭉상 대학
- 지촨 대학
- 숙천 대학
- 난둥 공과 대학
- 가우 이공 대학
- 싼얼 의학 대학
- 한궈 룽상 대학

## 교통

### 공항
- 타이난 공항

### 철도
- 타이완 철로관리국 종관선

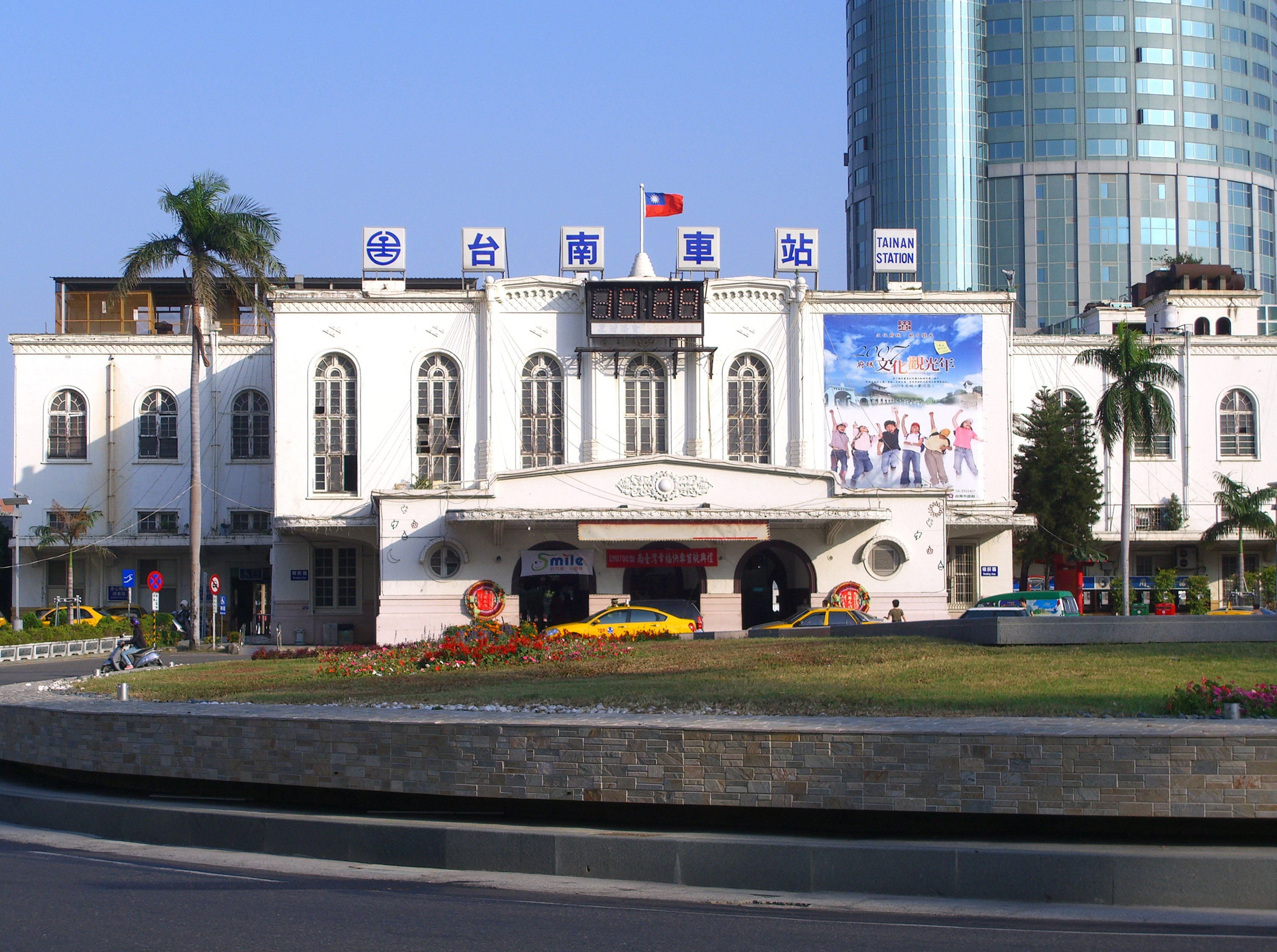
타이난 역

  - (자이현) - 허우비역 - 신잉역 - 류잉역 - 린펑잉역 - 룽티안역 - 바린역 - 산화역 - 난커역 - 신스역 - 융캉역 - 다차오역 - 타이난역 - 바오안역 - 렌더역 - 중저우역 - (가오슝시)
- 타이완 고속철도
  - (자이현) - 타이난역 - (가오슝시)

### 도로
- 국도 1호선
- 국도 3호선
- 국도 8호선

### 항만
- 안핑항

## 스포츠

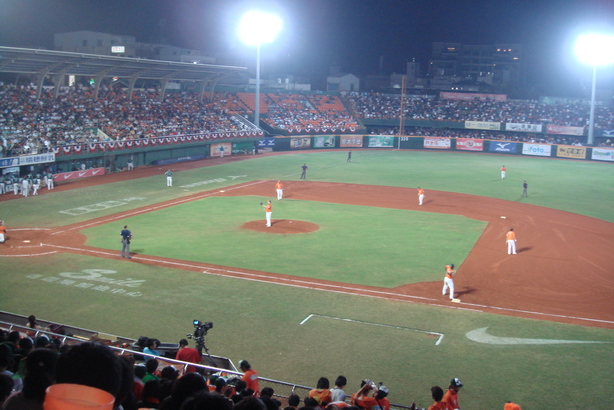
타이난시립 야구장

타이난은 중화민국의 프로야구팀인 통이 세븐일레븐 라이온즈의 연고지이고 타이난시립 야구장이 있다.

## 자매 도시
- 미국 캘리포니아주 몬터레이, 새너제이, 캔자스시티, 오하이오주 콜럼버스, 플로리다주 올랜도, 알래스카주 페어뱅크스, 오클라호마주 오클라호마시티, 앨라배마주 헌츠빌, 카번데일
- 필리핀 파사이, 카비테, 타가이타이, 트레세마르티레스, 카가얀데오로
- 중화민국 진먼현
- 볼리비아 산타크루스데라시에라
- 남아프리카공화국 포트엘리자베스
- 오스트레일리아 퀸즐랜드주 골드코스트
- 벨기에 루뱅
- 이스라엘 라아나나
- 과테말라 사카파
- 폴란드 엘블롱크
- 덴마크 리베
- 튀르키예 케시오렌
- 대한민국 광주광역시

## 같이 보기
- 대만의 도시 목록